# Calesa

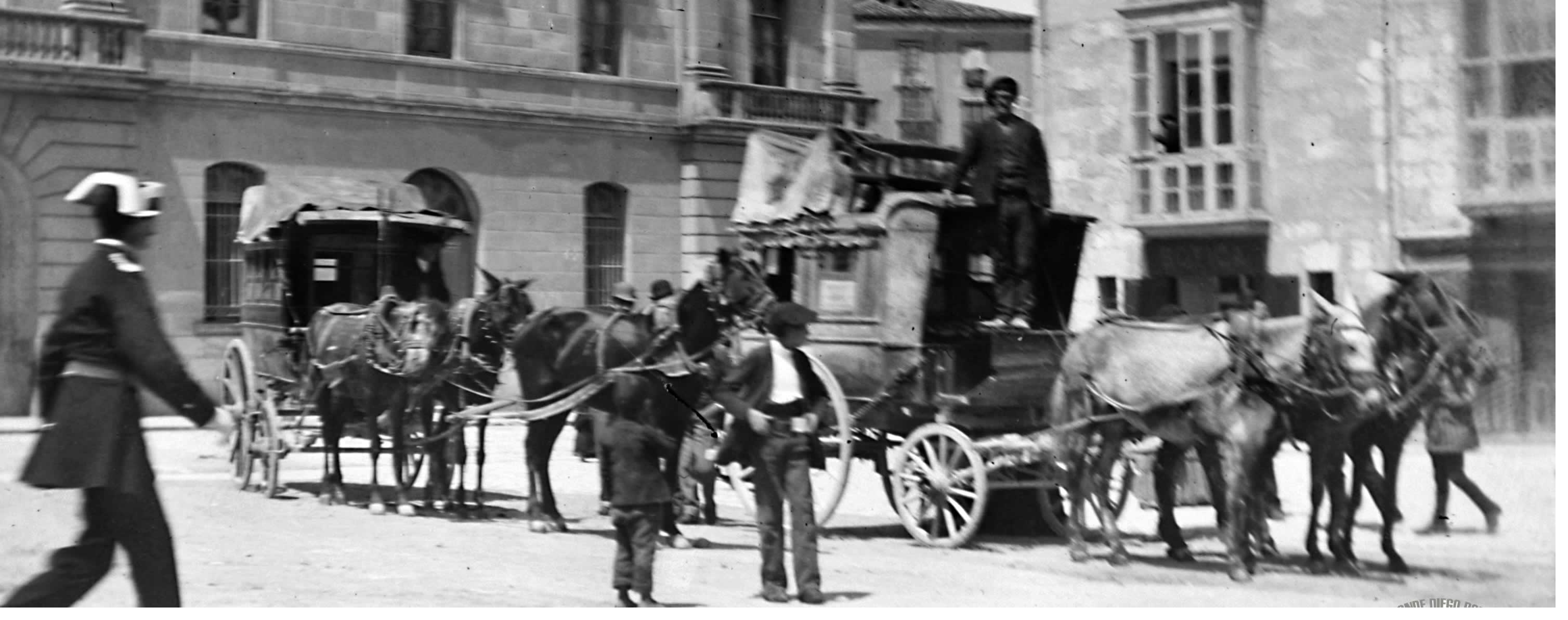
Calesa cruzando frente al Gobierno Civil de Burgos, Fondo del fotógrafo Isidro Gil Gavilondo, finales del.

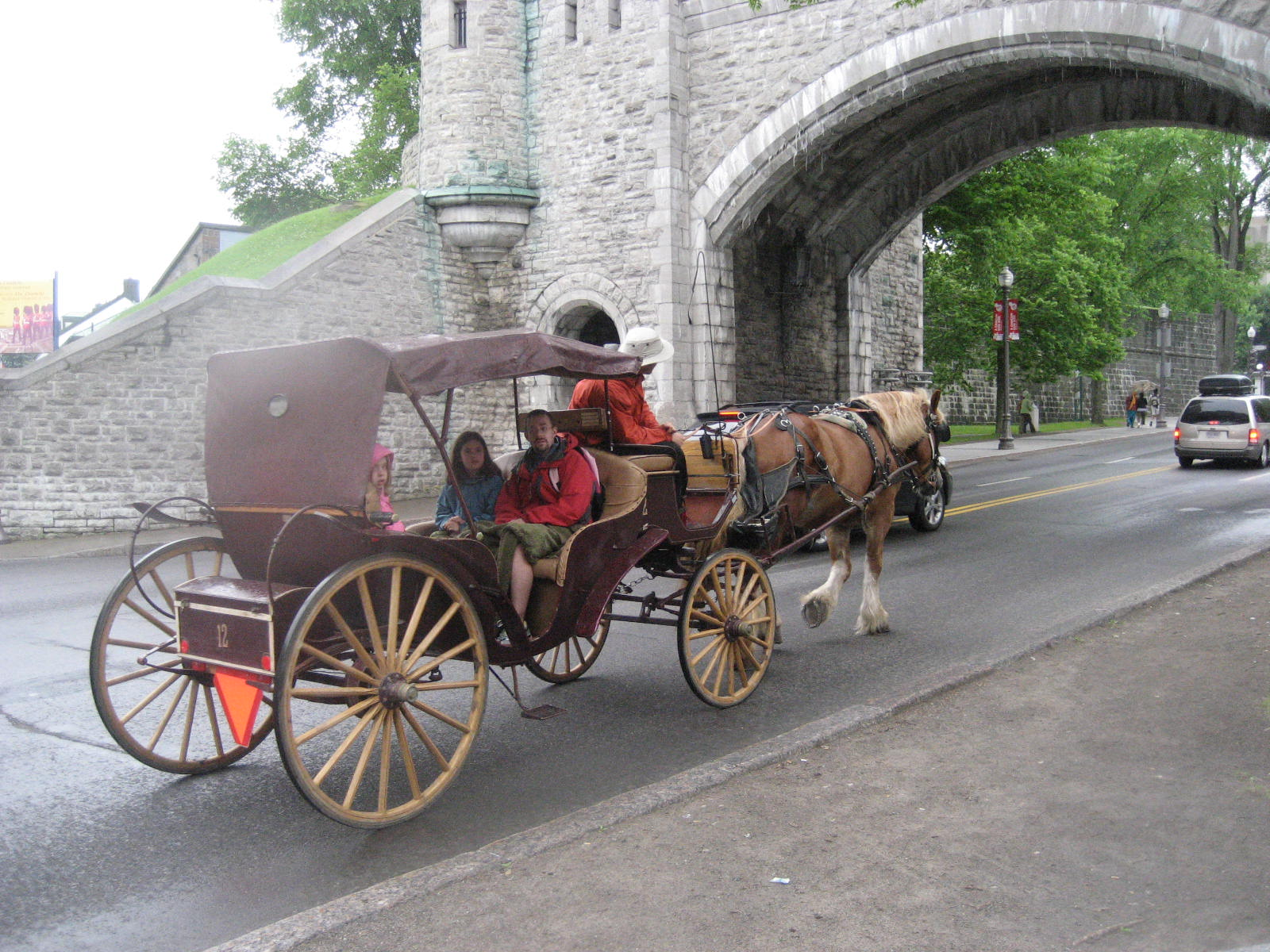
Calesa en Quebec, Canadá.

Una calesa, también conocida en México como calandria, es un carruaje de dos o cuatro ruedas, tirado por caballerías con taburete delantero para el conductor, por dentro con dos o cuatro asientos «cara a cara» de madera cubierto por capota de vaqueta, abierto por delante y resguardado parcialmente de la intemperie por detrás. Sobre esta se apoyan los pasajeros sirviendo de este modo de respaldo el carruaje. Junto con el landó, era uno de los métodos de transporte de los aristócratas más usados por la época.
El nombre calesa procede del francés calèche, y este del checo kolesa.

## Variedades
- Calesín. Calesa ligera de la que comúnmente tiraba un solo caballo o mula.